# La Seo (Palma de Mallorca)
La Seo (en catalán La Seu) es un barrio situado en el Distrito Centro de la ciudad de Palma de Mallorca, en Baleares, España.
Recibe este nombre debido a que esta zona está situada la catedral de la ciudad, que popularmente recibe el nombre de La Seo. También cuenta con otros puntos de interés como el Huerto del Rey y el Palacio de la Almudaina.